# Семюел Аліто
Семюел Ентоні Аліто-молодший (англ. Samuel Anthony Alito, Jr.; нар. 1 квітня 1950, Трентон, Нью-Джерсі) — американський юрист італійського походження, суддя Верховного суду США з 2006 року. Католик, вважається консерватором з лібертаріальним ухилом.
Аліто навчався у Принстонському університеті (1972) і у Єльській школі права (1975). Він працював на посаді прокурора США, у лютому 1990 року президент Джордж Буш призначив його суддею у 3-му Окружному Апеляційному Суді (Ньюарк, Нью-Джерсі). Католик, відомий своїми консервативними поглядами.